# Zełene (rejon kropywnycki)
Zełene (ukr. Зелене) – wieś na Ukrainie, w obwodzie kirowohradzkim, w rejonie kropywnyckim, w hromadzie Kompanijiwka. W 2001 liczyła 513 mieszkańców, wśród których 481 wskazało jako ojczysty język ukraiński, 14 rosyjski, 7 mołdawski, 1 białoruski, 9 ormiański, a 1 inny.